# Sainte-Eulalie-d’Ans
Sainte-Eulalie-d’Ans (okzitanisch Senta Eulàlia d’Ans) ist eine aus dem Hauptort sowie mehreren Weilern (hameaux) und Einzelgehöften (fermes) bestehende südfranzösische Gemeinde mit 296 Einwohnern (Stand 1. Januar 2022) im Département Dordogne in der Region Nouvelle-Aquitaine (vor 2016 Aquitaine). Sie gehört zum Arrondissement Sarlat-la-Canéda (bis 2017 Périgeux) und zum Kanton Le Haut-Périgord noir. Die Bewohner werden Eulalais und Eulalaises genannt.

## Lage und Klima
Sainte-Eulalie-d’Ans liegt im Norden des Périgord noir am Fluss Auvézère etwa 29 km (Fahrtstrecke) nordöstlich von Périgueux in einer Höhe von ca. 120 m. Das Klima ist gemäßigt; Regen (ca. 900 mm/Jahr) fällt verteilt übers ganze Jahr.

## Bevölkerungsentwicklung
| Jahr      | 1800 | 1851 | 1901 | 1954 | 2019 |
| Einwohner | 771  | 991  | 665  | 400  | 294  |

Der kontinuierliche Bevölkerungsrückgang im 20. Jahrhundert ist im Wesentlichen auf die Mechanisierung der Landwirtschaft, die Aufgabe von bäuerlichen Kleinbetrieben, den daraus resultierenden Verlust von Arbeitsplätzen und die Abwanderung vieler Dörfler in die Städte zurückzuführen.

## Geschichte
Erste Erwähnungen des Ortsnamens stammen aus dem 12. Jahrhundert, doch scheint der Ort bereits im Frühmittelalter existiert zu haben. Er gehörte zur Abtei von Gellone, wurde jedoch später vom Templerorden übernommen, dessen Besitztümer in den Jahren 1307 bis 1312 konfisziert wurden und größtenteils an die Johanniter übergingen. Der Hundertjährige Krieg begann im Jahr 1337; im Frieden von Brétigny (1360) kam Sainte-Eulalie an die Engländer; wenige Jahre später (1377) wurden der Ort und seine Burg zerstört. Weitere Zerstörungen erfolgten durch wechselseitige Übergriffe in der Zeit der Hugenottenkriege (1562–1598).

## Sehenswürdigkeiten
- Vom romanischen Ursprung der einschiffigen Prioratskirche Sainte-Eulalie zeugen noch einige erhaltene Kapitelle und Konsolfiguren.[2] Der Bau selbst erlitt jedoch in späterer Zeit Zerstörungen durch Kriege und Neubaumaßnahmen. Teile der steinsichtigen Fassade sind aus Hausteinen gefügt, andere bestehen aus Bruchsteinen; die Außenwände des Kirchenschiffs sind verputzt.
- Das Château de Belsis stammt aus dem 18. Jahrhundert und befindet sich ca. 1 km nordwestlich des Ortes in einem Wäldchen.[3]
- Die Mühle von Ormeaux ist eine hübsch restaurierte Wassermühle aus dem 18. Jahrhundert.

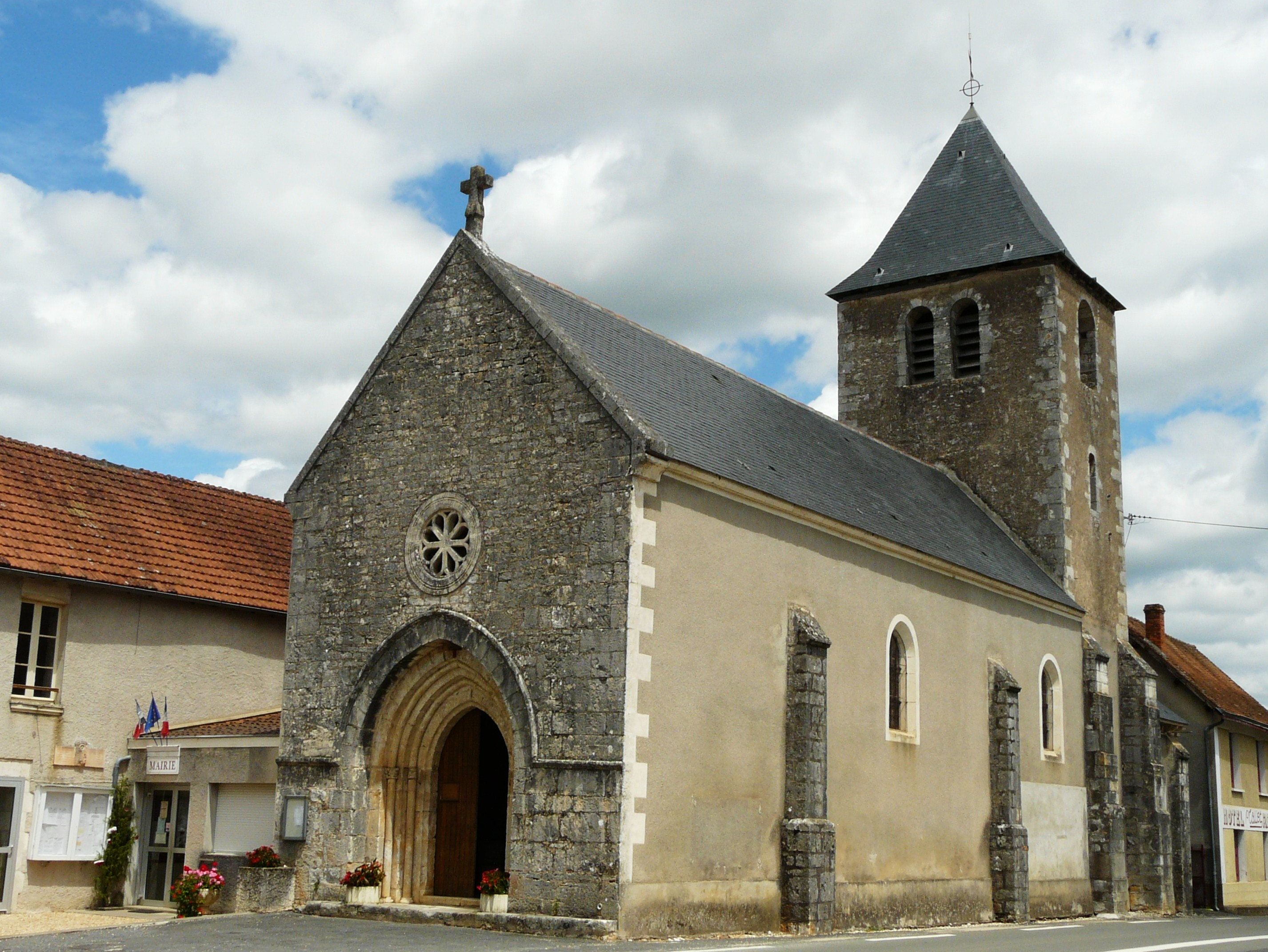
Kirche Sainte-Eulalie
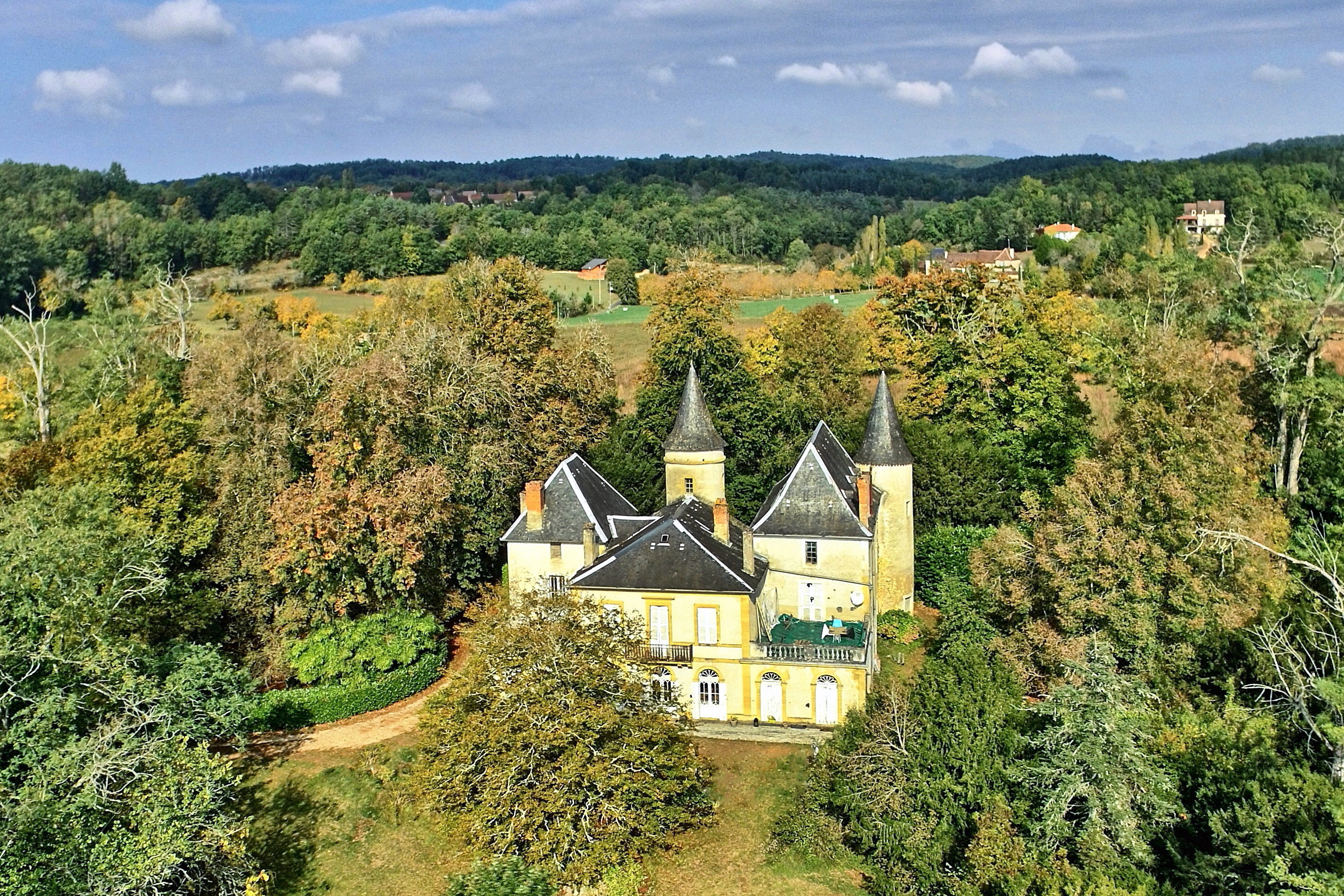
Château de Belsis
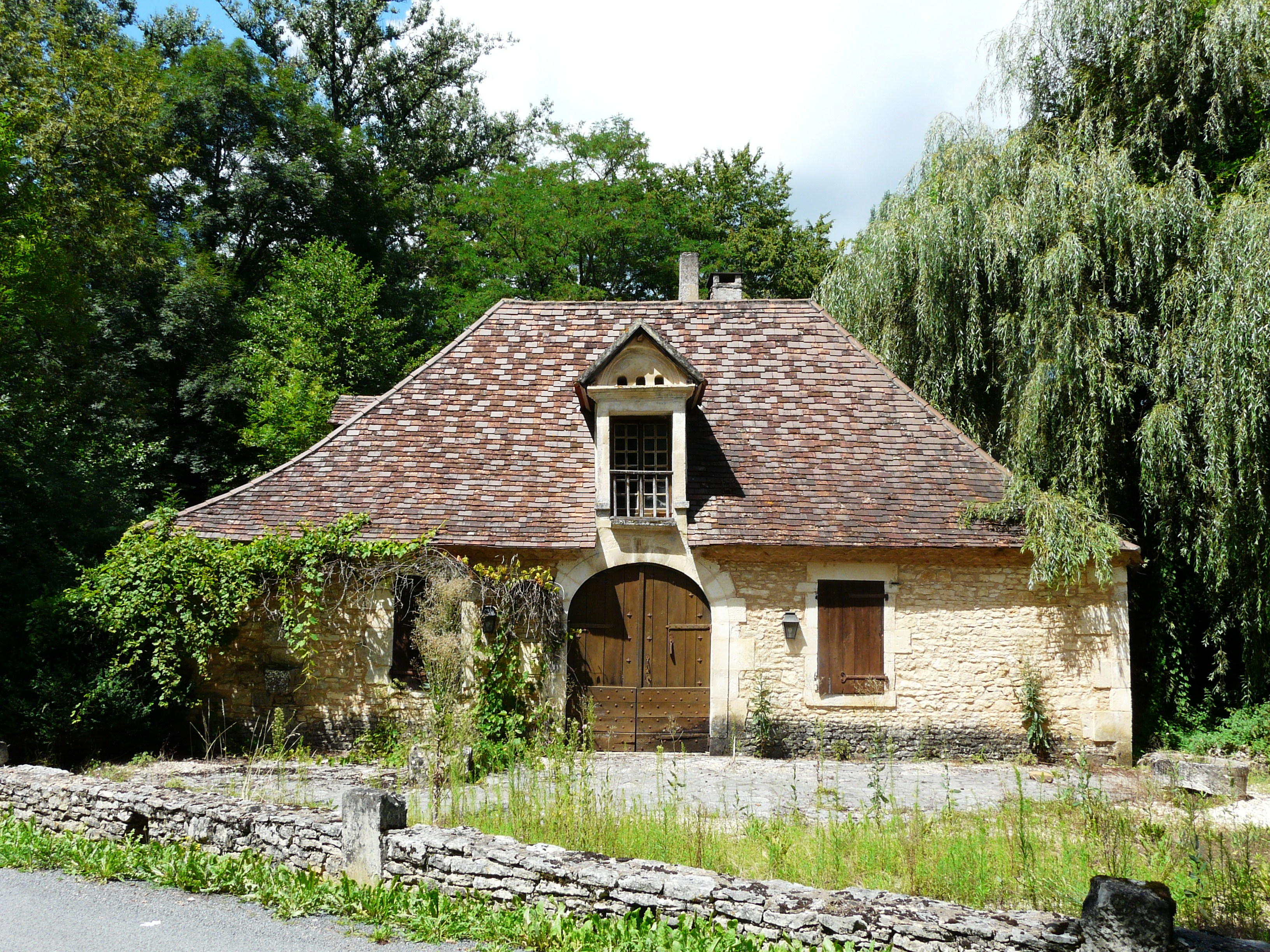
Mühle von Ormeaux

## Gemeindepartnerschaft
Mit der belgischen Gemeinde Ans in der Provinz Liège (Wallonien) besteht eine Partnerschaft.